# Mr. Poppers Pinguine (Film)
Mr. Poppers Pinguine (Originaltitel: Mr. Popper’s Penguins) ist eine US-amerikanische Filmkomödie aus dem Jahr 2011, bei der Mark Waters Regie führte und Jim Carrey die Hauptrolle spielt. Der Film basiert lose auf dem gleichnamigen Kinderbuch von Richard und Florence Atwater aus dem Jahre 1938.

## Handlung
Der New Yorker Geschäftsmann Tom Popper führt ein geordnetes und ehrgeiziges Arbeitsleben, in dem fast keine Zeit für seine beiden Kinder, geschweige denn für Freizeit bleibt. Seine Familie lebt schon eine Weile getrennt von ihm, da er mehr mit seinem Beruf verheiratet zu sein scheint als mit seiner Frau Amanda. Sein aktuelles Projekt besteht im Aufkauf des Restaurants „Tavern on the Green“, das er für das Immobilienunternehmen „Franklin, Reader & Yales“, bei dem er angestellt ist, abwickeln soll. Das alte Restaurant steht mitten im Central Park und soll einem Neubau weichen. Der Erfolg gewöhnte Popper geht das Unterfangen selbstsicher an. Er besucht das antiquierte Restaurant, das sich seit drei Generationen im Besitz der Familie Van Gundy befindet. Die alte Mrs. Van Gundy will das Gebäude aber nur in gute Hände verkaufen, damit auch das Personal mit übernommen werden kann. So macht sie das Geschäft davon abhängig, wie sich Tom in ihrer Gunst bewährt.
Tom Poppers strukturiertes Leben gerät nun aus den Fugen, als sein Vater, ein abenteuerlustiger Arktisforscher, stirbt und ihm sechs Eselspinguine vererbt. Kurzerhand füllt er seine Badewanne mit Eis und setzt eins der Tiere dort hinein. Doch das clevere Tier will schwimmen und betätigt die Badewannenarmatur. So läuft erst die Wanne und dann das gesamte Badezimmer voll, was anschließend für eine Überschwemmung in Toms 300-m²-Apartment sorgt. Er möchte die Tiere so schnell wie möglich wieder loswerden, doch scheitert jeder Versuch. Es bahnen sich auch Probleme an, da Haustiere in den Apartments nicht erlaubt sind. Seine Kinder allerdings sind begeistert. Endlich hat ihnen ihr Vater mal etwas Praktisches geschenkt. Gerade jetzt meldet sich Nat Jones vom New Yorker Zoo und will die Tiere abholen, doch da Tom Poppers Sohn Billy Geburtstag hat, will er sie doch erst einmal behalten. Allerdings ist das mit einigen Entbehrungen verbunden, denn aufgrund des nächtlichen Lärms kann Tom kaum noch schlafen und er muss seine neuen Untermieter gehörig zur Ordnung rufen. Dabei stellt er fest, dass sie vom Fernsehen begeistert sind und sich damit beruhigen lassen. Da seine Kinder nun häufiger kommen, um die Tiere zu sehen, die wiederum die Kälte lieben, verwandelt er sein luxuriöses Apartment in eine verschneite Winterlandschaft. Tom und die Kinder können es in der Wohnung nur noch in Decken gehüllt aushalten.
Neben seinem turbulent gewordenen Privatleben steht noch immer der Ankauf des Gebäudes aus. Bei einer von Mrs. Van Gundy organisierten Wohltätigkeitsveranstaltung im Guggenheim-Museum will sich Tom dort von seiner nettesten Seite zeigen, damit die alte Dame dem Verkauf zustimmt. Damit in dieser Zeit die Pinguine nicht sein Apartment völlig auf den Kopf stellen, engagiert Tom eine Kinderfrau. Doch sie setzt sich aus Versehen auf die Fernbedienung und schaltet einen Tierfilm mit Seeleoparden ein, dem größten natürlichen Feind der Vögel; diese geraten daraufhin in Panik, und das Chaos ist perfekt. Die Kinderfrau rennt davon, und die Pinguine gelangen ins Freie. Dort nehmen sie Toms Witterung auf und marschieren in das Museum, wo die feine New Yorker Gesellschaft sich zu Mrs. Gundys Wohltätigkeitsabend eingefunden hat. Tom erblickt die Pinguine und unternimmt die unmöglichsten Sachen, damit die Gastgeberin die Tiere nicht bemerkt, was aber am Ende vergeblich bleibt. Mit dem Gefühl, alles vermasselt zu haben, verbringt Tom die nächste Zeit nur noch mit den Pinguinen. Zum Glück ist gerade Winter in New York und er kann mit ihnen spazieren gehen. Sie lernen, auf die Toilette zu gehen, und sitzen auch recht manierlich am Tisch, wo Tom ihnen sogar ein Tischgebet spricht. Die Kinder kommen fast täglich und sein Verhältnis zu ihnen wird immer besser.
Eines Tages haben drei der Pinguine ein Ei gelegt. Tom will seine Freude darüber mit Amanda teilen und sie willigt ein, mit ihm essen zu gehen. Er führt sie in das „Tavern on the Green“ und gerät in Erinnerungen an die Zeit mit seinem Vater, als er als Kind oft hier gewesen war. Als er zurück ins Apartment kommt, wartet bereits Nat Jones vom New Yorker Zoo und will die Vögel abholen, aber Tom schickt ihn wieder weg und verspricht, sie noch artgerechter zu halten. Er verwandelt sein Apartment in eine komplette Schneelandschaft. Und noch am Abend schlüpfen die Küken, es bleibt allerdings nur bei zweien. Ausgerechnet aus dem Ei seines Lieblingspinguins „Captain“ schlüpft nichts, was ihn sehr traurig werden lässt.
Toms Arbeitgeber machen sich inzwischen Sorgen. Franklin, Reader und Yales erscheinen persönlich, um sich nach ihm zu erkundigen, und sind entsetzt, als sie Tom, die Pinguine und den Zustand der Wohnung sehen. Er wird auf der Stelle gefeuert. Enttäuscht lässt er die Pinguine nun doch in den Zoo bringen und erscheint chic und elegant, als wäre nichts geschehen, im Büro. Gerade richtig, als bekannt wird, dass Mrs. Van Gundy eine Pressekonferenz geben will. Doch privat läuft es genau in die andere Richtung. Als die Pinguine weg sind, verachten ihn die Kinder, und auch Amanda, die gerade gemeint hatte, den alten Tom wiedergefunden zu haben, ist enttäuscht.
Als er einen Brief von seinem Vater findet, wird ihm der positive Einfluss der Pinguine auf seinen Charakter und sein Leben klar. Kurzentschlossen fährt er mit seinen Kindern in den Zoo, um die Tiere zurückzuholen. Amanda, die davon erfährt, kommt ebenfalls dazu. Die Familie muss jedoch feststellen, dass Nat Jones sie belogen hat, denn er wollte die Tiere nicht für den New Yorker Zoo, sondern zum Tausch gegen andere Tiere einzeln weggeben. In einer turbulenten Aktion gelingt es Tom und seiner Familie, unterstützt von seiner Sekretärin, alle Pinguine unversehrt aus dem Zoo zu entführen. Mit einiger Verspätung erscheint er nun mit seiner ganzen kleinen Bande auf Mrs. Van Gundys Pressekonferenz. Gerade will sie bekannt geben, wem sie ihr Restaurant verkaufen will, als Tom ihr ins Wort fällt und sagt: sie dürfe das Restaurant nicht verkaufen, weil es dann nur abgerissen werden würde und alle ihre Angestellten dann arbeitslos wären. Mrs. Van Gundy antwortet, dass sie das wisse und es daher auch nicht verkaufen wolle. Als die Pinguine erscheinen und klar wird, dass Tom im Zweifel für Familie und Freundschaft entscheidet und nicht für Profit, erklärt Mrs. Van Gundy, Tom solle ihr Restaurant bekommen, denn sie sei sich nun sicher, dass er das Haus in ihrem Sinne weiterführen werde, was er auch tut. Kurze Zeit später eröffnet er seiner Familie, dass er vorhabe, die Pinguine wieder zurück in ihre Heimat zu bringen. Die Kinder sind begeistert und sogar Amanda kommt mit. In der Pinguinkolonie angekommen versprechen sie ihren kleinen Freunden, bald wieder zu kommen.

## Hintergrund
Der Film basiert auf dem gleichnamigen Kinderbuch. Er wurde in den Vereinigten Staaten gedreht. Das Budget des Films wird auf 55 Millionen US-Dollar geschätzt. Und das Einspielergebnis betrug rund 187 Millionen US-Dollar. Eigentlich hätte Ben Stiller die Rolle des Mr. Popper spielen und Noah Baumbach die Regie übernehmen sollen. Owen Wilson, Jack Black und Jim Carrey wurden als Ersatz gehandelt; für Carrey entschied man sich. Die Dreharbeiten begannen im Oktober 2010 und endeten im Januar 2011.

## Synchronisation
Die deutschsprachige Synchronisation entstand durch Berliner Synchron nach einem Dialogbuch von Sven Hasper, der auch die Dialogregie übernahm.
| - Stefan Fredrich: Jim Carrey - Victoria Sturm: Carla Gugino - Hannelore Minkus: Angela Lansbury - Uli Krohm: Philip Baker Hall | - Gerrit Schmidt-Foß: David Krumholtz - Dieter B. Gerlach: Jeffrey Tambor - Olaf Reichmann: Clark Gregg |

## Kritiken
Der Film erhielt gemischte Kritiken und erreichte bei Rotten Tomatoes eine Bewertung von 48 %, basierend auf 141 Kritiken. Bei Metacritic konnte ein Metascore von 53, basierend auf 30 Kritiken, erzielt werden.
Philipp Stroh bei Wieistderfilm.de urteilt über den Film: „Es bleibt für Kinder ein lustiges kleines Abenteuer und für Jim Carrey Fans ein nettes Wiedersehen. Doch da man weiß, dass Jim Carrey eigentlich noch einiges mehr auf dem Kasten hat, bleibt zu hoffen, dass er sich nicht zu sehr auf solche Rollen versteift und auch mal wieder einen seriösen, tiefsinnigeren Hit landet. Bis dahin kann man sich mit einem ‘Übergangsfilm’ wie Mr. Poppers Pinguins mal einen Nachmittag vertreiben.“

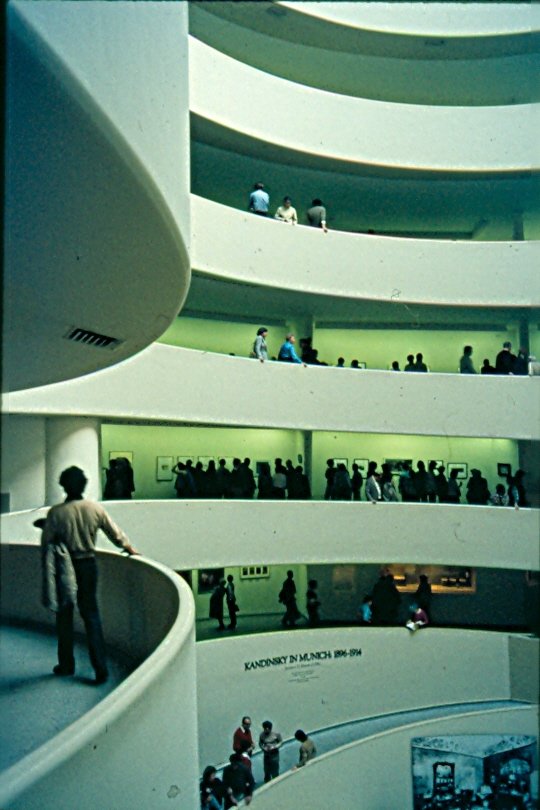
Innenansicht des Guggenheim-Museums, das als Pinguinrutschbahn zu sehen ist

Bei outnow.ch meinen die Kritiker: „Mr. Poppers Pinguins ist vorhersehbare Familienunterhaltung nach Schema F, welche nur sehr wenige Highlights zu bieten hat, dafür aber unanständige Pinguine, aus denen man jedoch viel mehr hätte machen können. So ist der Film zu sehr auf Realität getrimmt und verfehlt damit den Magie-Touch seiner Vorlage. Die Idee, das Guggenheimmuseum als Pinguinrutschbahn zu verwenden, ist aber toll. Mehr solche Szenen hätten dem Film definitiv gut getan.“
Bei Critic.de kommt Lida Bach zu einem etwas verhaltenen Urteil und schreibt: „Mr. Poppers Pinguine verlässt sich allzu sehr auf seinen Hauptdarsteller. Dass der Film aufgrund des konventionellen Drehbuchs auf dessen bekannte mimische Qualitäten angewiesen ist, macht die mittelmäßigen Pointen fast traurig – umso mehr, weil die literarische Vorlage durch einen Humor und eine Originalität glänzt, welche der Adaption weitgehend fehlen.“